# Lernerfolg

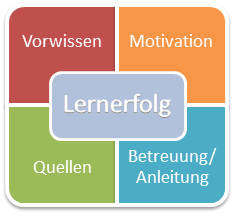
Entscheidende Komponenten für den Lernerfolg

Lernerfolg ist der Inbegriff des Erwerbs und der Veränderung des deklarativen sowie des prozeduralen Wissens eines Menschen. Der Begriff stellt eine Komposition aus den Wörtern Lernen und Erfolg dar und steht für den nachweisbaren Erwerb von Fähigkeiten und Wissen. Erst das Definieren eines Lernziels ermöglicht eine Lernkontrolle und das Erfassen von Daten für verbindliche Aussagen. Zu unterscheiden ist persönlicher Lernerfolg (selbständig gesetzte Ziele) und das Erreichen vorgegebener Lernziele (fremdbestimmtes Lernen).
Entscheidend für den Lernerfolg sind die Komponenten Vorwissen, Motivation, Quellen und Anleitung. Handelt es sich um mehrere Lernende, kann auch die Zusammensetzung der Gruppe den individuellen Lernerfolg beeinflussen.

## Messung
Folgende Aussagen zum Erfolg lassen sich unterscheiden:
- Unterscheidung Ja/Nein
- Teilerfolge
- Vergleich
- Genaue Messung (zum Beispiel Prozentual). So wird in den Instructional-Design-Modellen des Behaviorismus, die vor allem John B. Carroll beeinflusst hat, der Lernerfolg eines Schülers als die Funktion des Verhältnisses von tatsächlich genutzter aktiver Lernzeit und benötigter Lernzeit definiert.[5]

Grafisch kann Lernerfolg in Lernkurven dargestellt werden.
Bei der Messung des Lernerfolgs kann zwischen ergebnis- und prozessorientierten Verfahren differenziert werden. Vor allem in der Erwachsenenbildung werden schriftliche und mündliche Tests als ergebnisorientierte Kontrollmittel eingesetzt. Ein weiteres Instrument ist hier die praktische Produkterstellung, wie sie zum Beispiel in Computerkursen erfolgt. Da prozessorientierte Verfahren wie Lerntagebuch und Portfolio mit höherem Aufwand verbunden sind, werden sie in der Weiterbildung seltener eingesetzt.
Die Frage nach einem Lernerfolg lässt sich nur durch Reflexion der Lernziele bewerten. Die Festlegung der Ziele eines Bildungsprozesses muss daher an einer Definition gelungenen Lernens orientiert werden. Der definierte Erfolg kann zudem statisch (Leistung zu einem bestimmten Zeitpunkt) oder dynamisch (Leistungszuwachs) erfasst werden.
Die ersten systematischen experimentellen Untersuchungen zum Lernerfolg führte Hermann Ebbinghaus durch. Dazu lernte er in einem standardisierten Selbstversuch sinnlose Silben auswendig und stellte den Lernerfolg als eine charakteristische Vergessenskurve dar. Als abhängige Variable erfasste er die Zeitersparnis beim Wiederholen der Silben im Vergleich zum ersten Lerndurchgang.

## Verstärkende Faktoren
Der Lernerfolg kann durch verstärkende Faktoren beeinflusst werden (auch eine Verstärkung ins Negative ist denkbar). Diese sind in der Motivation des Lernenden selbst, aber auch in der Beeinflussung durch Lehrer und Tutoren, vorhanden. An dieser Stelle sei auf die Konditionierung von B. F. Skinner (1904–1990) verwiesen. Neuere Forschungsergebnisse zeigen zum Beispiel relativ konsistent, dass die inhaltliche Klarheit des Unterrichts, die unter anderem von dessen sprachlicher Prägnanz und Verständlichkeit bestimmt wird, positive Effekte auf den Lernerfolg hat. Dieser hängt auch von den aktuellen körperlichen, emotionalen und kognitiven Aspekten ab. Diese können kaum zuverlässig erfasst und/oder von außen gesteuert werden. Ein weiterer Faktor, der den Lernerfolg beeinflusst, ist die Zusammensetzung der Schülergruppe. Während schwächere Schüler offenbar von heterogenen Gruppen profitieren, sprechen die Ergebnisse in der Unterrichtsforschung bei leistungsdurchschnittlichen Mitgliedern eher dafür, dass diese in homogenen Gruppen mehr Lernerfolg erreichen. Bei leistungsstarken Schülern sind die Ergebnisse zum Einfluss der Gruppenzusammensetzung nicht konsistent.

## Der Begriff in der englischen Sprache
Im Englischen sind zusammengesetzte Wörter weniger gebräuchlich. Hier spricht man von Learning success oder Study outcomes (Studienergebnisse). Lernziele werden mit Learning Goals übersetzt.

## Kritik
Da das Lernen einen sehr individuellen Prozess darstellt, kann es mitunter schwierig sein, reproduzierbare und vergleichbare Ergebnisse zu erhalten; besonders wenn Gruppen bewertet werden. Die Schwierigkeit ist vor allem in der Vielfalt der Einflussfaktoren (siehe Grafik) zu sehen. Auch bei der Interpretation der Ergebnisse ist Vorsicht geboten. „Problematisch an der Evaluation ist nicht, dass damit der Erfolg bestimmter Maßnahmen gemessen werden soll, problematisch ist, dass die Ergebnisse als Erfolg oder Misserfolg der Maßnahme per se interpretiert werden.“ Weiter wird die Vergleichbarkeit verschiedener Lernformen in Frage gestellt. „Wird durch E-Learning höherer Lernerfolg erzielt als mit traditionellem Lernen?“ Viele Studien zielen genau auf diesen Vergleich von Online- versus Präsenzlernen ab. Darum sollten Lernziele möglichst präzise formuliert werden.
Im Bezug auf Bildungsgerechtigkeit wird kritisiert, dass Lernerfolg nicht allein aus eigenen Antrieb, sondern auch aufgrund von vererbten Eigenschaften erreicht werden kann.